# 노 웨이 아웃 (드라마)
《노 웨이 아웃》은 스튜디오 X+U에서 방송된 대한민국의 드라마이다.

## 출연진
- 조진웅: 백중식 역 - 희대의 흉악범을 시민들로부터 지켜내야만 하는 형사.
- 유재명: 김국호 역 - 13년 만에 출소하는 희대의 흉악범이자 살인자.
- 염정아: 시장 역 - 정치 생명이 끝날 위기에 놓여 범죄자를 이용하는 시장.
- 김무열: 이상봉 역 - 국호의 법적 대리인이 되는 하위 1% 변호사.
- 이광수: 이광수 역 - 사라진 자신의 돈을 되찾으려는 도축업자.
- 허광한: 미스터 스마일 역 - 사건을 의뢰받고 한국으로 오게 된 킬러.
- 이병헌